# Litteraturåret 1876

## Priser och utmärkelser
- Kungliga priset – Axel Nyblæus

## Nya böcker

### A – G
- Actes et paroles - Depuis l'exil av Victor Hugo
- Daniel Deronda av George Eliot[1]
- Dikter av Carl David af Wirsén
- En fauns eftermiddag av Stéphane Mallarmé
- Fru Marie Grubbe: Interieurer fra det syttende Aarhundrede av J.P. Jacobsen
- The Golden Butterfly av Walter Besant och James Rice[2]

### H – N
- Hans Excellens av Émile Zola
- La Chanson des gueux (franska) av Jean Richepin
- Les morts bizarres (franska) av Jean Richepin
- Mäster Olof (versupplagan) av August Strindberg[3]

### O – Ö
- Pastorsadjunkten av Anne Charlotte Leffler
- Pausanias, spartanen av Edward Bulwer-Lytton
- The Prime Minister av Anthony Trollope (komplett i bokform)[1]
- Sånger och berättelser av Edvard Bäckström
- Tom Sawyers äventyr av Mark Twain

## Födda
- 12 januari – Jack London (död 1916), amerikansk författare.
- 4 mars – Léon-Paul Fargue (död 1947), fransk författare.
- 6 maj – Arvid Mörne (död 1946), finlandssvensk diktare och proletärförfattare.
- 24 juli – Jean Webster (död 1916), amerikansk författare och journalist.

## Avlidna
- 17 februari – Llewellyn Lloyd, 83, engelsk-svensk jägare och författare.
- 19 februari – Fredrik Johan Berling, 67, svensk boktryckare och publicist.
- 28 april – Thomas Aird, 73, brittisk författare.
- 1 juni
  - Thure Gustaf Rudbeck, 69, svensk skriftställare och översättare.
  - Christo Botev, 28, bulgarisk frihetskämpe och skald.
- 2 augusti – Gustaf Henrik Mellin, 73, svensk författare och präst.

### Fotnoter
1. 1 2  ”1876”. The People's Chronology. Thomson Gale. 2006
2. ↑  Leavis, Q.D. (1965). Fiction and the Reading Public (2nd). London: Chatto & Windus
3. ↑  ”August Strindberg”. 15 mars 1998. http://home.swipnet.se/~w-79963/Strindberg/. Läst 11 april 2011.